# Platycleis concinna
Platycleis concinna är en insektsart som först beskrevs av Walker, F. 1869.  Platycleis concinna ingår i släktet Platycleis och familjen vårtbitare. Inga underarter finns listade i Catalogue of Life.